# Schistocarpha longiligula
Schistocarpha longiligula là một loài thực vật có hoa trong họ Cúc. Loài này được Rydb. miêu tả khoa học đầu tiên năm 1927.